# Lañas

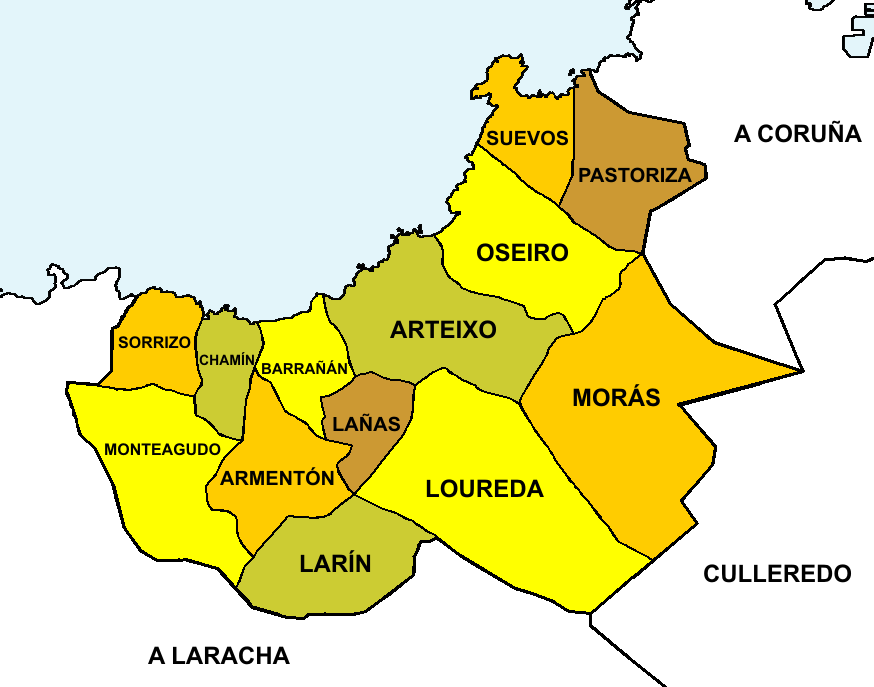
Mappa delle tredici parrocchie che compongono il comune di Arteixo

Lañas o San Mariña de Lañas è un villaggio (parrocchia) situato nel centro del comune spagnolo di Arteixo. Secondo il censimento comunale del 2004 ha 448 abitanti (di cui 230 uomini e 218 donne) distribuiti in 5 soggetti pubblici, o che è una diminuzione, rispetto all'anno 1999 quando aveva 473 abitanti.

## Patrimonio
- Castro del Castello.
- Chiesa di San Mariña de Lañas in stile romanico.
- Maneggio o casa di campagna di Mosende.